# Thakshak
Thakshak to dramat i film akcji z 1999 roku z Ajay Devganem i Tabu w rolach głównych. Za rolę negatywną nagrodzono w nim Rahula Bose. To film twórcy Dev Govinda Nihalani. Jest on autorem scenariusza, reżyserem, producentem i operatorem filmu. Film ten opowiada historię przemiany człowieka. Pod wpływem miłości gangster pragnie porzucić dotychczasowe życie. W centrum filmu rosnąca bliskość i zaufanie przeradzające się w miłość, która pomaga inaczej spojrzeć na siebie, stawać się lepszym człowiekiem. Film pokazuje też relacje między przyjaciółmi i w rodzinie, między ojcem a synem, który decyduje się iść własną drogą odrzucając zasady wpojone mu przez ojca.

## Fabuła
Mumbaj. Ishaan Singh (Ajay Devgan) w cieniu swego ojca gangstera (Amrish Puri) wyrósł na człowieka, który decyzje podejmuje ze względu na ojca, przysięgę złożoną donowi gangu, czy też na okoliczności. Nigdy w życiu nawet nie pomyślał, że mógłby być kimś innym niż jego ojciec. Chlebem codziennym było dla niego spełnianie krwawych zadań na rzecz gangu i ochrona wnuka dona, z okrucieństwem bawiącego się życiem ludzi, Sunny'ego (Rahul Bose). Pewnego dnia jednak Ishaan spotyka osobę, która zaczyna zmieniać jego serce. Suman Dev (Tabu) budzi w nim podziw tańcem, wzrusza wierszami, a wreszcie swoim oburzeniem wobec przemocy porusza jego sumienie. Jej miłość, jego pragnienie bycia przez nią kochanym wywołują w Ishaanie chęć przemiany, chce odejść z gangu. Dochodzi do konfrontacji z ojcem, który wyrzuca mu, że "jego miecz pokrywa się rdzą od łez kobiety". Ishaan jest rozdarty między przeszłością, sobą, który żył z przemocy i kimś budzącym się do nowego życia, do myślenia o cudzej krzywdzie, o sprawiedliwości, o zgodzie na karę. Uczestnicząc w kolejnym zadaniu gangu - wymuszaniu sprzedaży rodzinnego domu - widzi już tę sytuację oczyma Suman. Na nieszczęście jednak nie ma jeszcze odwagi przeciwstawić się Sunny'emu. Staje się niemym świadkiem wymordowania całej rodziny. I jedynym napastnikiem, którego rozpoznaje sparaliżowana od kul dziewczyna. Teraz Ishaan staje przed wyborem. Pragnie być się kimś godnym miłości Suman, kimś, kto uzna, że życiem nie rządzi siła, że słabość powinna być chroniona prawem, że za zło ponosi się karę. Ale ceną za taki wybór jest zaparcie się siebie z przeszłości, zdrada przyjaciela, odrzucenie zasad ojca.

## Obsada
- Ajay Devgan – Ishaan Singh
- Rahul Bose – Sunny
- Tabu – Suman Dev
- Amrish Puri - Nahar Singh
- Govind Namdeo – Aslam Khan
- Nethra Raghuraman – Nishi

## Muzyka i piosenki
Autorem muzyki jest popularny tamilski kompozytor filmowy A.R. Rahman
| Piosenkę           | śpiewa(ją)                       |
| ------------------ | -------------------------------- |
| Rang De            | Asha Bhonsle                     |
| Khamosh Raat       | Roop Kumar Rathod                |
| Jaan Meri          | Hema Sardesai                    |
| Dheem Ta Dare      | Surjo Bhattacharya               |
| Boondon Se Baatein | Sujata Trivedi                   |
| Toofan Ki Raat     | Hema Sardesai                    |
| Dholna             | Sukhwinder Singh                 |
| Jumblika           | Alisha Chinai, Shankar Mahadevan |

Piosenka Jumblika została powtórzona z wcześniejszego tamilskiego filmu A.R. Rahmana En Swasa Kaatre.